# 奧索科里夫卡 (錫涅利尼科沃區)
48°7′32″N 35°21′3″E / 48.12556°N 35.35083°E
奧索科里夫卡（烏克蘭語：Осокорівка），是烏克蘭的村落，位於該國中部第聶伯羅彼得羅夫斯克州，由錫涅利尼科沃區負責管轄，分別距離佩爾紹茲瓦尼夫卡2公里和安德里伊夫卡1公里，海拔高度64米，2001年人口79。